# Plesiomongoma
Plesiomongoma is een ondergeslacht van het geslacht van insecten Trentepohlia binnen de familie steltmuggen (Limoniidae).

## Soorten
Deze lijst van 6 stuks is mogelijk niet compleet.
- T. (Plesiomongoma) callinota (Alexander, 1938)
- T. (Plesiomongoma) candidipes (Edwards, 1928)
- T. (Plesiomongoma) nigropennata (Edwards, 1928)
- T. (Plesiomongoma) novaebrittaniae (Alexander, 1935)
- T. (Plesiomongoma) subcandidipes (Alexander, 1937)
- T. (Plesiomongoma) venosa (Brunetti, 1918)